# Narančasto vino
Narančasto vino (jantarno vino, oranž) je vrsta vina. Po zastupljenosti je četvrta boja vina, nakon crnog, bijelog i rozea. Može ga se opisati kao bijelo vino proizvedeno tehnikom proizvodnje crvenih vina. Intenzivnu boju dobiva korištenjem starih postupaka tiještenja i vrenja.
Narančasta vina su zrcalna suprotnost ružičastim vinima. Ružičasta vina nastaju tako što se crno grožđe vinificira metodom bijelog vina, odnosno bez ili s izrazito kratkom maceracijom, a jantarna vina nastaju tako što se bijelo ili crveno grožđe vinificira metodom crnog vina, odnosno s kraćom, duljom ili ekstremno dugačkom, ali obaveznom maceracijom.
Proizvodi se proizvodi od bijelih sorta grožđa, kao i bijelo vino, ali to im je jedino zajedničko. Razlika počinje već u vinogradu. Grožđe za ovu vrstu vina uzgaja se uz minimalne intervencije i maksimalnu njegu. Važnost se pridaje kakvoći u odnosu na količinu pa vinari posežu ponekad za tzv. zelenom berbom, čime loza na smanjeni broj grozdova daje više. Dalje u proizvodnji koristi se vlastite kvasce za fermentaciju, a ne umjetne (selektirane), jer se potonje dobiva od sorta chardonnay i sauvignon te se naposljetku tad dobije vina vrlo sličnih senzornih osobina. Divlji kvasci, svojstveni određenom vinogradu odnosno lokaciji pomaže kreiranju jedinstvenog okusa određenog terroira. Da bi ih se dobilo, radi se predberba određene količine grožđa nekoliko dana prije stvarne berbe. Zatim se predobrano grožđe pusti spontano fermentirati. To ranije obrano grožđe već je počelo fermentirati i tako služi kao kvasac ostalom grožđu u redovnoj berbi. Tako vino zadržava sortnost, tj. glavne karakteristike dotične sorte grožđa. Sigurnost je veća jer su manji izgledi da će u proizvodnji nešto poći krivo, nego kad se radi s umjetnim (selektiranim) kvascima.
Boja narančastog vina može varirati od zlatne preko jantarne do bakrenih nijansa, od intenzivno žuto-zlatne preko jantarne, sve do narančaste i narančasto-smeđe boje. Okusom, na nepcu često ostavljaju prepoznatljivu teksturu, tijelo i tanine, baš poput crnih vina te voće i mineralnost bijelih vina.

## Vanjske poveznice
- Gospodarski list  Arhivirana inačica izvorne stranice od 28. siječnja 2019. (Wayback Machine) Narančasto vino, 12. rujna 2013.
- Večernji list Deutsche Welle: Narančasto vino, 22. rujna 2014.
- Dnevno.hr V.Š. Jeste li već isprobali narančasto vino? , 28. kolovoza 2017.
- Malvasija dubrovačka dala nam je i fino narančasto vino
- 100posto  Arhivirana inačica izvorne stranice od 28. siječnja 2019. (Wayback Machine) Iris Hazler: ROSE JE PASSE	I to smo dočekali, narančasto vino postalo je instant hit . 28. rujna 2017.